# Brendan O’Hare
Brendan O’Hare (ur. 16 stycznia 1970) – szkocki instrumentalista, członek kilku zespołów: Teenage Fanclub, Mogwai, Telstar Ponies, Macrocosmica. Realizował również własny projekt muzyczny pod pseudonimem Fiend.

## Życiorys i kariera muzyczna
Brendan O’Hare pod koniec lat 80. otrzymał stypendium studenckie na wydziale biologii molekularnej. Choć został zatrudniony jako asystent w laboratorium zajmującym się badaniami nad rakiem, postanowił wybrać karierę muzyka. W 1989 roku został członkiem zespołu Teenage Fanclub, który zadebiutował w roku następnym albumem A Catholic Education. W zespole pozostawał do 1994 roku. Opuścił go z powodu różnic artystycznych, po tournée promującym album Thirteen. Po latach jednak ponownie wystąpił w nim, tym razem muzyk koncertowy (w roku 2006 i 2018). 
W 1994 roku został członkiem zespołu Telstar Ponies. Uczestniczył w realizacji jego dwóch albumów studyjnych, po czym opuścił go w 1997 roku. Przedtem, w 1996 roku w Glasgow założył zespół Macrocosmica, w którym grał na gitarze i śpiewał. Oprócz niego skład uzupełnili: Keith Beacom (perkusja), Gordon Brady (gitara) i Cerwyss O’Hare (gitara basowa, śpiew).
W 1997 roku dołączył do zespołu Mogwai, aby nagrać jego debiutancki album, Young Team. Po jego wydaniu w październiku, opuścił zespół, aby zająć się własnymi projektami, Macrocosmica i Fiend.
W 1998 roku wystąpił gościnnie (jako Tremendon O’Hare) w utworze „Trippy” zespołu Arab Strap. 
W listopadzie 2020 roku podpisał umowę z wytwórnią Blow Up Songs, która miała obejmować wszystkie jego kompozycje zrealizowane dla Telstar Ponies, Macrocosmica, Fiend i Mogwai.  

## Wykształcenie
- St Aloysius' College, Glasgow
- The Open University, stopień Bachelor of Arts (twórcze pisanie, historia sztuki)[9]

## Dyskografia (albumy)

### Teenage Fanclub
- 1990 – A Catholic Education[10]
- 1991 – The Peel Sessions[11]
- 1991 – Bandwagonesque[12]
- 1993 – Thirteen[13]

### Telstar Ponies
- 1994 – Maps And Starcharts (EP)[14]
- 1995 – Not Even Starcrossed (EP)[15]
- 1995 – In The Space Of A Few Minutes[16]
- 1996 – Voices From The New Music[17]
- 1996 – Mors Factum Musica (kompilacja)[18]

### Mogwai
- 1997 – Young Team (jako +The Relic+)[19]

### Macrocosmica
- 1997 – Ad Astra[20]
- 2005 – Farewell To Earth[21]

### Fiend
- 1997 – Fiend 1: Caledonian Gothic[22]
- 1998 – Fiend 2: Caledonian Cosmic[23]
- 1998 – Fiend 3: Caledonian Mystic[24]
- 2017 –  Fiendbox: Caledonian Trilogy[25]